# Коханов, Гений Алексеевич
Гений Алексеевич Коханов (10 октября 1928 год, село Константиновка) — токарь Фрунзенского завода тяжелого электромашиностроения «Тяжэлектромаш» Министерства электротехнической промышленности СССР, Киргизская ССР. Герой Социалистического Труда (1971).

## Биография
Родился в 1928 году в крестьянской семье в селе Константиновка (сегодня — Татарский район Новосибирской области).
С 1956 году трудился токарем на Фрунзенском заводе «Тяжэлектромаш».
Ежегодно перевыполнял производственные задания. Выполнил задания Восьмой пятилетки (1966—1970) на 140 %. Указом Президиума Верховного Совета СССР от 20 апреля 1971 года удостоен звания Героя Социалистического Труда с вручением ордена Ленина и золотой медали «Серп и Молот».
С 1988 года — персональный пенсионер союзного значения. Проживал в Бишкеке.